# 中道善博
中道 善博（なかみち よしひろ、1949年3月20日 - ）は、徳島県三好市出身の元競艇選手。通称「ゼンパク」・「水上の人間国宝」。

## 来歴
生まれた祖谷は大歩危小歩危で有名な渓谷地帯で、息子が山奥から高校に通うのは大変だと思った父が鳴門市への移住を考えた。饅頭職人であった父はそのために、大阪で寿司職人の修行を積んで鳴門にある寿司屋で働くことが決まり、中道が中学校3年生の3学期に一家揃って鳴門で生活することになる。後に中道は「父が鳴門に移住していなければ、ボートレーサーになっていなかった」と振り返っている。
卒業後は鳴門市立鳴門工業高等学校に進学するが、勉強が嫌で堪らなかった。高校2年生の時に家出をして辿り着いた大阪で、高卒初任給が1万7500円であった時代に、競艇選手は平均月収が10万円に上ると知る。高校の1学年上の先輩が競艇選手になったということを聞き、中道も競艇選手を志すようになる。選手養成所の1次試験に合格して再び大阪へ家出。2次試験を受け合格。校長の説得を振り切り、鳴門工業高校を中退して養成所に入所。後に中道は競艇選手となった後、年に1度提出する身上書に「中退」と書くことに辛さを覚えるようになり、「卒業してからでも遅くなかった」と後悔するようになったという。
中道は22期生として入所するが、22期は競艇場を渡り歩きながら訓練をした最後の期であり、本栖研修所を知らない最後の世代ということになる。訓練合格者はまず下関に集結し、その後は福岡以外の中国・四国と九州の全ての競艇場を回り、最後は下関に戻る。開催の無い日に競艇場を借りて訓練をするが、日曜日は訓練も休みで、土曜日にモーターやボートなどの備品を積み込んで一斉に移動し、選手宿舎に宿泊、現在の1年分の訓練を5ヶ月でこなした。
養成所卒業後の1966年10月に選手登録され、丸亀でデビュー。22期生の同期には黒明良光・村上一行・安部邦男・永松栄がおり、中道の同期は「花の22期生」と称され、記念（SG・GI）覇者を9名も輩出。内4名がSGタイトルに輝いている。22期ではまず安部が1969年の下関15周年で記念優勝、次いで村上も1971年に鳴門18周年優勝、その後に永松が続き、当時は村上と永松の方が中道より評価が高かった。
彦坂郁雄の弟も同期であったが、22期は喧嘩をした記憶は全く無いなど非常に仲も良く、永松は、長男が生まれた際に、中道の名前から一文字取ってつけてくれたりした。
中道もデビュー1節目で初勝利を挙げ、1年間C級に在籍した後、A級に特進した。若手時代は麻雀に熱中したが、1975年に「1年だけ頑張ってみたろうかなあ」と一念発起、徹底的にインに拘ることで成績を向上を図った。中道によると、当時はインコースよりも3コースや4コースに進入しようとする選手が多かったという。インに拘り続けた中道は、やがて「インの中道」、「インから出た時の旋回は天下一品」と評されるようになる。同年に鳴門で行われた四国地区選でGI初優勝を決め、これがSG優勝への足がかりとなる。
1976年に一般戦への出走が多かったものの8点台を記録して勝率1位となり、1978年には記念レースで実力上位の選手と争いながら勝率8点台を記録するようになった。
1979年には伏兵の評価であった第6回笹川賞競走（住之江）でSG競走初優勝を遂げ、同年は記念も4勝を挙げるなど大活躍。レース巧者・中道を全国にアピールし、マスコミも「中道に大物の風格」などと絶賛した。1980年の第7回（住之江）では連覇を果たす。人差し指1本でハンドルを回すというエピソードも語られる、史上トップクラスのテクニシャンで、ハンドルさばきは「ゼンパク・マジック」と呼ばれていた。
1992年には今村豊・長嶺豊に人気が集まっていた第19回笹川賞競走（住之江）で、12年ぶりのSG優勝 を飾る。
1995年の第41回モーターボート記念競走（三国）では同郷の烏野賢太・濱村芳宏と共に優出、優勝戦前夜には同室の後輩に「これからは若い選手の時代やな」と語ったが、水面に出ると闘争本能のスイッチが入った。中道と言えば「2コースマジック」と呼ばれる差しが武器であったが、同期で人気を被っていた黒明を2コースから捲って一気に先制して優勝。2着に濱村が入って徳島勢ワンツーとなり、2連単は6290円もついた。この年から現在の選出方法になり、「ボートレース甲子園」と呼ばれるようになった。当時の推薦枠は1名であり、本家の甲子園さながらの人気で、全国から三国に集まってきたファンで賑わい、指定席を確保するために徹夜組が出るほどであった。同年の第10回賞金王決定戦での植木通彦との抜きつ抜かれつの接戦は伝説として語り継がれており、1周2マークまでに勝負が決することの多い競艇において、最終コーナーまで勝負がつかない大接戦は稀である。現在でも競艇の名勝負ではこのレースも取り上げられることが多いが、後に中道はこのレースを振り返り「ミスのしあい」「思い出すだけで胃が痛くなる」と語っている。
1996年の第31回総理大臣杯競走（平和島）では優勝戦当日にピット3階にある記者席からずっと風を観察し、午前中はダッシュ向きであったが午後からインからのスタートが届くようになっていた風の変化を見逃さず、優勝戦は完璧なイン速攻で7度目のSG制覇。初めて本命の評価を背負って優勝したが、2着に初出場初優出の井川大作が入って2連単は1510円もついて高配当を提供。優勝後のインタビューで膝の持病を理由に「ワシはあと4年で数えで51歳やから、4年で辞める」と突如引退発表。彦坂や野中和夫、今村ら全速ターンの時代から、濱野谷憲吾や山崎智也などモンキーターン全盛の時代と変わっていくなか、最後までSG・GIで戦い続けた。1998年は地元・鳴門の「開設45周年記念大渦大賞競走」で最後のGI制覇、第13回賞金王シリーズ戦で最後のSG制覇を果たす。1999年は2月28日の常滑一般戦「中日スポーツ杯争奪 ドラゴン大賞」で最後の優勝（5号艇2コース進入）を飾り、9月19日の津GI「モーターボート大賞競走」が最後の優出（6号艇2コース進入で4着）となった。SG第14回賞金王決定戦競走が引退シリーズとなり、12月19日・2日目4Rで5号艇6コースからまくりを決めて最後の勝利となる通算1954勝目を挙げ、同23日・最終日3Rが最後の出走で4着（2号艇2コース進入）であった。20世紀中に現役生活を終える形で、同年をもって公言通り引退。
引退後の2000年からはJLC解説者・スポーツニッポン評論家として活動し、スポニチでは主にSGでの執筆ということであったが、当時は地元のGI鳴門周年でも「名腕が斬る」のコーナーが設けられていた。レースを記者席から見ることになったが、最初は不思議な感覚であった。引退後もボートレース鳴門には色々と世話になり、トークイベントや「中道善博記念館」と題して獲得したSG優勝カップなどを展示したイベントも開催された。2010年10月には、GIII新鋭リーグ戦で「中道善博杯争奪」が行われ、その第1回で優勝したのが茅原悠紀であった。プレゼンターで壇上に上がった時に「SGなら何のタイトルが欲しい」と聞けば茅原は「グランプリ」と返事し、その4年後の2014年に平和島で夢を実現させた。中道は「忘れられないレーサーの一人」と語っている。
2007年にはボートレースの殿堂入りを果たした。

## エピソード
- 競馬ファンであり、1994年の第9回賞金王決定戦で優勝した時に、翌日の有馬記念の予想をスポーツ紙の記者に聞かれて「どう考えてもナリタブライアンやろ。軸は牝馬とは言えヒシアマゾンがえぇ。前走が素晴らしかった。面白い所では休み明けとは言えライスシャワーが距離的にえぇね」と言い、翌日、中道の言った通りで有馬記念が決まった。また、競馬中継に夢中になっていて、競艇誌の取材に遅刻した事もある。1996年の日本ダービー著名人予想スペシャルと銘打たれたスポーツ紙の企画[32]で、本命にフサイチコンコルド・対抗にダンスインザダーク、次点にロイヤルタッチを予想し、これを的中させた。フサイチコンコルドを推した理由は「前走の阪神の短い直線で見せた切れ味のすごさは、府中でさらに効果がある」であり、安岐も中道同様に本命・フサイチコンコルドを推したが、安岐は全く競馬の知識はなく、フサイチコンコルドを選んだ理由に「一は優勝だから縁起がいい」と言う理由からで、中道とは正反対であった。

- サインは「寿」を意識して書かれたものである。

## 獲得タイトル
※太字はSGレース
- 1975年 - 四国地区選手権競走（鳴門）
- 1976年 - 鳴門開設23周年記念競走
- 1977年 - 四国地区選手権競走（鳴門）
- 1979年 - 第6回笹川賞競走（住之江）、四国地区選手権競走（鳴門）、住之江開設23周年記念競走、蒲郡開設24周年記念競走
- 1980年 - 第7回笹川賞競走（住之江）、徳山開設27周年記念競走
- 1981年 - 大村開設29周年記念競走
- 1982年 - 鳴門開設29周年記念競走
- 1983年 - 福岡開設30周年記念競走
- 1985年 - びわこ開設33周年記念「秩父宮妃記念杯競走」
- 1986年 - 戸田開設30周年記念競走
- 1987年 - 鳴門開設34周年記念競走
- 1988年 - 児島開設36周年記念競走、蒲郡開設33周年記念競走
- 1989年 - 三国開設35周年記念競走、びわこ開設37周年記念「秩父宮妃記念杯競走」
- 1992年 - 第19回笹川賞競走（住之江）、第2回グランドチャンピオン決定戦競走（蒲郡）
- 1993年 - 第8回賞金王シリーズ戦（住之江）、鳴門開設40周年記念競走
- 1994年 - 第9回賞金王決定戦競走（住之江）、鳴門開設41周年記念競走、びわこ開設42周年記念「秩父宮妃記念杯競走」
- 1995年 - 第41回モーターボート記念競走（三国）
- 1996年 - 第31回総理大臣杯競走（平和島）、尼崎開設43周年記念競走、芦屋開設44周年記念競走
- 1998年 - 第13回賞金王シリーズ戦（住之江）、鳴門開設45周年記念競走

## 著書
- 『競艇選手心理の読み方 - 名人・善さんの競艇人生と歴戦の体験から読み解く舟券戦術』東邦出版、2006年2月1日、ISBN 4809405214